# Bobby Lashley
Franklin Roberto Lashley, znany jako Bobby Lashley (ur. 16 lipca 1976) – amerykański zapaśnik, wrestler. W wrestlingu jest najbardziej znany ze swoich dwóch kadencji w WWE od 2005 do 2008 i 2018 do 2024.
Oprócz tego znany jest jako już nieaktywny zawodnik mieszanych sztuk walk (głównie występy w Bellator MMA).

## Kariera sztuk walki

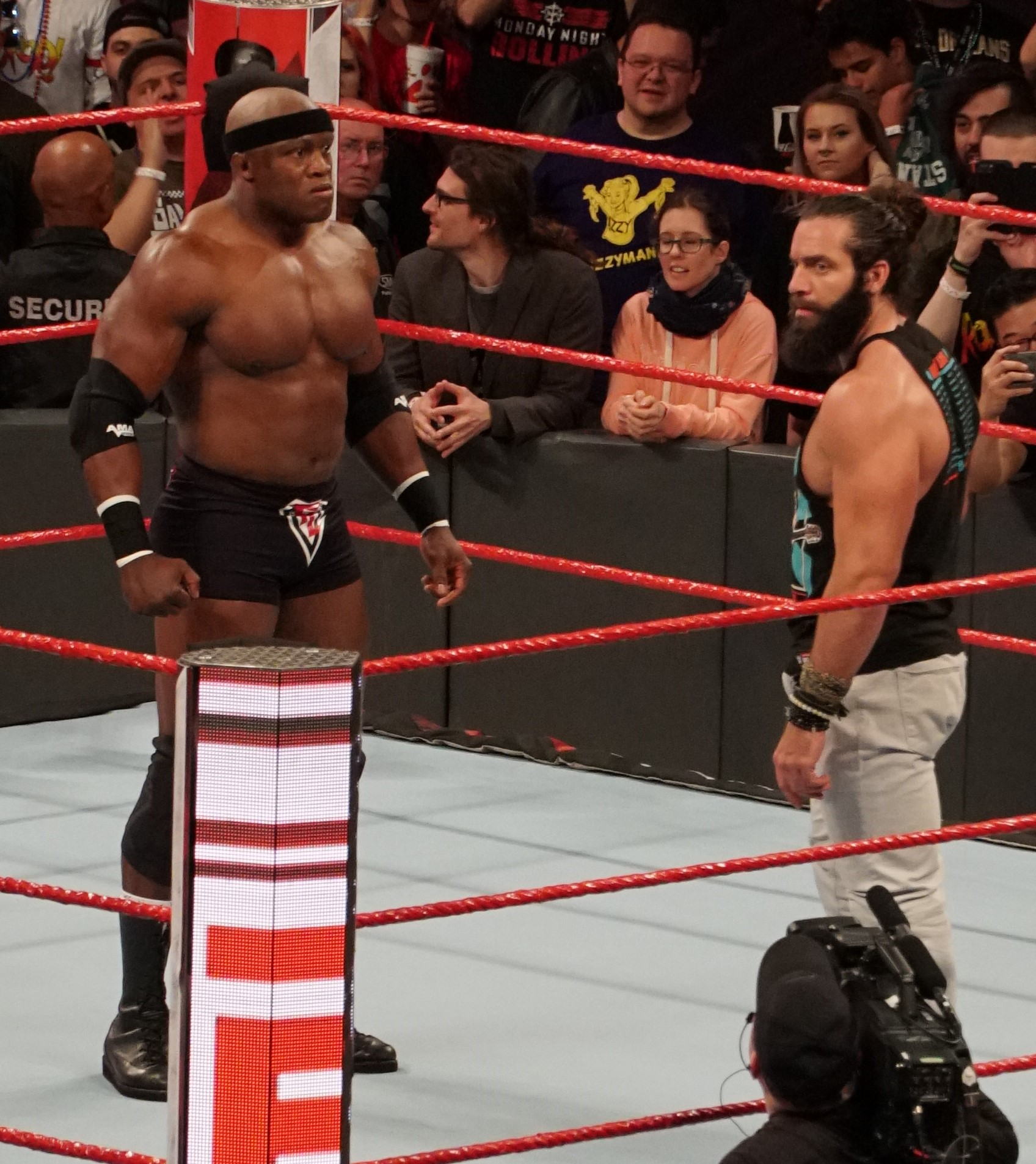
Bobby Lashley 2018

### Wrestling zawodowy (2005-obecnie)
Występował w World Wrestling Entertainment oraz Total Nonstop Action Wrestling. Dwukrotny zdobywca pasa ECW Championship oraz posiadacz pasa WWE United States Championship. Zadebiutował na gali WWE SmackDown! w 2005. W 2006 został przeniesiony do brandu Extreme Championship Wrestling.
Powrócił do WWE w 2018 roku na gali Monday Night Raw po WrestleManii. Przerwał on występ Eliasa, którego zaatakował. Następnie prowadził program z m.in. Kevinem Owensem i Samim Zaynem. Z tym drugim zmierzył się podczas Money in the Bank. Walkę wygrał Lashley. Prowadził również rywalizację z Romanem Reignsem, którego pokonał na Extreme Rules. Jednak przegrał z nim na Raw walkę o miano pretendenta do Universal Championship. Następnie rywalizował ponownie z Eliasem, czy Kevinem Owensem. Na Raw z 17 września zadebiutował Lio Rush, który został nowym menadżerem Bobby'ego. Zaś 8 października po walce zaatakował on Kevina Owensa i przeszedł on tym samym heel turn. Lashley był członkiem zwycięskiej drużyny Raw na gali Survivor Series. Na gali TLC: Tables, Ladders & Chairs przegrał on Ladder Match o gitarę z Eliasem, jednak po walce zaatakował on swojego przeciwnika. Pod koniec roku prowadził on rywalizację z Sethem Rollinsem, który jednocześnie miał również feud z Deanem Ambrosem o Intercontinental Championship. Wskutek tego na Raw z 14 stycznia doszło do Triple threat matchu, który wygrał Lashley przy pomocy Lio Rusha i został on po raz pierwszy mistrzem Interkontynentalnym. Brał udział w Royal Rumble Matchu, jednak został z niego szybko wyeliminowany przez Rollinsa. Po Royal Rumble zaczął program z Finnem Balorem. Na Elimination Chamber doszło do Handicap Matchu o Intercontinental Championship. Balor odliczył Lio Rusha i został nowym mistrzem. Po walce Lashley zaatakował swojego menadżera. Ten jednak pomógł mu odzyskać tytuł na jednym z Raw. Podczas WrestleManii doszło do kolejnej walki pomiędzy Balorem i Lashleyem o Intercontinental Championship. Tym razem jednak Balor pojawił się jako 'Demon'. Później Lashley był w drużynie z Corbinem i McIntyre’em w ich walce z The Shield, dla której była to ostatnia walka wskutek odejścia z WWE Deana Ambrose'a. Lashley kolejną rywalizację rozpoczął z Braunem Strowmanem na SuperShowDown, jednak starcie przegrał. Uległ 'Potworowi' również w Last Man Standing Matchu na Extreme Rules.
Powrócił na Raw 30 września 2019 r. z nową menadżerką i zarazem dziewczyną Laną. Tym samym rozpoczął on program z Rusevem, który skończył się wygraną Lashleya na TLC w grudniu. Od tego czasu nie prowadził on żadnych większych rywalizacji.
11 maja 2020, w jednym z odcinków Raw, MVP obiecał pomóc Bobby'emu Lashleyowi, w zdobyciu WWE Championship, z rąk Drew McIntyre. Na Backlash Lashley nie zdołał zdobyć tytułu, po tym jak jego żona Lana, odciągnęła jego uwagę. Następnego dnia Lashley, za namową MVP i sfrustrowaniem sytuacją z zeszłej nocy, zażądał od Lany rozwodu, kończąc storyline "Romantycznego małżeństwa". Shelton Benjamin, któremu wcześniej Lashley i MVP pomogli zdobyć 24/7 Championship dołączył do nich, tworząc grupę o nazwie The Hurt Business. Na Payback, Lashley pokonał Apollo Crewsa, aby zdobyć mistrzostwo Stanów Zjednoczonych WWE.
Począwszy od grudnia Lashley rywalizował z Riddle’em, który niedługo potem stał się pretendentem do trzymanego przez niego mistrzostwa Stanów Zjednoczonych WWE. Lashley zdołał utrzymać nad nim mistrzostwo 1 lutego 2021, kiedy spowodował dyskwalifikację, zapinając mu full nelson, dookoła lin. Riddle co tydzień wygrywał z innymi członkami Hurt Business, doprowadzając nawet do kontuzji MVP-iego, a za każdym razem Lashley odpłacał się na nim atakując go po walce. 8 lutego, Keith Lee pokonał Riddle'a, a następnie Lashley zaatakował ich obu, gdzie WWE później potwierdziło Triple Threat o tytuł na Elimination Chamber. Na gali Lee został zastąpiony przez Johna Morrisona, którego podczas meczu przypiął Riddle, aby zdobyć WWE United States Championship. Zdenerwowany Lashley pojawił się następnie po głównym wydarzeniu gali, gdzie zaatakował świętującego mistrza WWE, Drew McIntyre, pomagając Miz'owi pomyślnie zrealizować kontrakt Money in the Bank na McIntyre, gdzie Miz został ponownie mistrzem WWE.
Nieco ponad tydzień później, Lashley pokonał Miz'a na Raw z 1 marca 2021, aby wygrać WWE Championship po raz pierwszy, w swojej karierze. Mecz został mu przyznany, ponieważ Miz przed wygraniem mistrzostwa tydzień przed, obiecał, że jak wygra dzięki ataku Lashleya, to ten otrzyma mecz o mistrzostwo. Tydzień później Lashley obronił pas w walce rewanżowej z The Mizem po raz kolejny dewastując swojego oponenta. 15 marca na Raw zostało oficjalnie potwierdzone, że Lashley na WrestleManii stanie do walki z Drew McIntyre’em w obronie tytułu WWE. Podczas WrestleManii Lashley pokonał McIntyre'a zapinając mu Hurt Lock. Na WrestleMania Backlash pokonał Brauna Strowmana i Drew McIntyre'a w triple threat matchu i zachował mistrzostwo WWE. 20 czerwca na gali Hell In A Cell w tytułowej stypulacji pokonał Drew McIntyre'a w jego walce ostatniej szansy o główny tytuł. Następnie rozpoczął rywalizację z Kofi'm Kingstonem, którego pokonał na Money In The Bank PPV. Na następnym Raw po PPV do walki o główny tytuł wyzwał go powracający Goldberg. Lashley przyjął owe wyzwanie.

### MMA (2008-2016)
W 2008 roku zadebiutował w MMA. Walczył m.in. w Strikeforce. 27 czerwca 2009 roku wygrał z Bobem Sappem na gali Ultimate Chaos przez poddanie uderzeniami w parterze. 11 listopada 2011 roku zdobył mistrzostwo organizacji Shark Fight w wadze ciężkiej poddając kluczem na stopę Karla Knothe. 6 maja 2012 roku na gali Super Fight League 3 przegrał na punkty z Anglikiem Jamesem Thompsonem.

## Osiągnięcia

### Zapasy
- Armed Forces Championship (2 razy)
- srebrny medalista mistrzostw świata CISM (2002)
- Missouri Valley College National Championship (1996–1998)
- National Association of Intercollegiate Athletics – National Wrestling Championship (1997, 1998)

### Wrestling
- Alabama Wrestling Federation
  - AWF Tag Team Championship (1 raz)[12] – z The Boogeyman
- Italian Wrestling Superstar
  - IWS Heavyweight Championship (1 raz)[13]
- Pro Wrestling Illustrated
  - PWI Rookie of the Year (2005)[14]
  - PWI sklasyfikowało go na 9. miejscu z 500 najlepszych pojedynczych wrestlerów 2007 roku.[15]
- Total Nonstop Action Wrestling
  - TNA / Impact World Heavyweight Championship (4 razy)[16]
  - TNA King of the Mountain Championship (1 raz, ostatni)[17]
  - TNA X Division Championship (1 raz)[18]
  - TNA Championship Series (2009)[19]
  - TNA Joker's Wild (2015)[20]
- World Wrestling Entertainment (WWE)
  - ECW World Championship (2 razy)[21]
  - WWE United States Championship (2 razy)[22]
  - WWE Intercontinental Championship (2 razy)[23]
  - WWE Championship (1 raz)[24]

### Mieszane sztuki walki
- 2011: Shark Fight – mistrz w wadze ciężkiej

## Lista walk MMA
| Wynik     | Bilans | Przeciwnik       | Rozstrzygnięcie                | Runda | Czas | Rozgrywki                                | Data       | Miejsce                 | Uwagi                                            |
| --------- | ------ | ---------------- | ------------------------------ | ----- | ---- | ---------------------------------------- | ---------- | ----------------------- | ------------------------------------------------ |
| Wygrana   | 15-2   | Josh Appelt      | Poddanie (duszenie zza pleców) | 2     | 1:43 | Bellator 162                             | 21.10.2016 | Memphis, Tennessee      |                                                  |
| Wygrana   | 14-2   | James Thompson   | TKO                            | 1     | 0:54 | Bellator 145                             | 06.11.2015 | St. Louis, Missouri     |                                                  |
| Wygrana   | 13-2   | Dan Charles      | TKO                            | 2     | 4:31 | Bellator 138                             | 19.06.2014 | St. Louis, Missouri     |                                                  |
| Wygrana   | 12-2   | Karl Etherington | TKO                            | 1     | 1:31 | Bellator 130                             | 24.10.2014 | Mulvane, Kansas         |                                                  |
| Wygrana   | 11-2   | Josh Burns       | Poddanie (duszenie zza pleców) | 2     | 3:54 | Bellator 123                             | 05.09.2014 | Uncasville, Connecticut |                                                  |
| Wygrana   | 10-2   | Tony Melton      | Decyzja (jednogłośna)          | 5     | 5:00 | Xtreme Fight Night 15                    | 08.11.2013 | Catoosa, Oklahoma       |                                                  |
| Wygrana   | 9-2    | Matthew Larson   | Poddanie (duszenie zza pleców) | 1     | 1:38 | GWC: The British Invasion: U.S. vs. U.K. | 29.06.2013 | Kansas City             |                                                  |
| Wygrana   | 8-2    | Kevin Asplund    | Poddanie (americana)           | 2     | 1:13 | Titan FC 25                              | 07.06.2013 | Fort Riley, Kansas      |                                                  |
| Przegrana | 7-2    | James Thompson   | Decyzja (jednogłośna)          | 3     | 5:00 | Super Fight League 3                     | 06.05.2012 | New Delhi               |                                                  |
| Wygrana   | 7-1    | Karl Knothe      | Poddanie (klucz na stopę)      | 1     | 3:44 | Shark Fight 21: Knothe vs. Lashley       | 11.11.2011 | Lubbock                 | Zdobył mistrzostwo Shark Fight w wadze ciężkiej. |
| Wygrana   | 6-1    | John Ott         | Decyzja (jednogłośna)          | 3     | 5:00 | Titan FC 17: Lashley vs. Ott             | 25.03.2011 | Kansas City             |                                                  |
| Przegrana | 5-1    | Chad Griggs      | TKO (poddanie przez narożnik)  | 2     | 5:00 | Strikeforce: Houston                     | 21.08.2010 | Houston                 |                                                  |
| Wygrana   | 5-0    | Wes Sims         | TKO (ciosy pięściami)          | 1     | 2:06 | Strikeforce: Miami                       | 30.01.2010 | Sunrise                 |                                                  |
| Wygrana   | 4-0    | Bob Sapp         | Poddanie (ciosy pięściami)     | 1     | 3:17 | Ultimate Chaos: Lashley vs. Sapp         | 27.06.2009 | Biloxi                  |                                                  |
| Wygrana   | 3-0    | Mike Cook        | Poddanie (duszenie gilotynowe) | 1     | 0:24 | MFC 21: Hard Knocks                      | 15.05.2009 | Edmonton                |                                                  |
| Wygrana   | 2-0    | Jason Guida      | Decyzja sędziów (jednogłośna)  | 3     | 5:00 | SRP: March Badness                       | 21.03.2009 | Pensacola               |                                                  |
| Wygrana   | 1-0    | Joshua Franklin  | TKO (rozcięcie)                | 1     | 0:41 | MFA: There Will Be Blood                 | 13.12.2008 | Miami                   |                                                  |